# Tâm lý học thực nghiệm

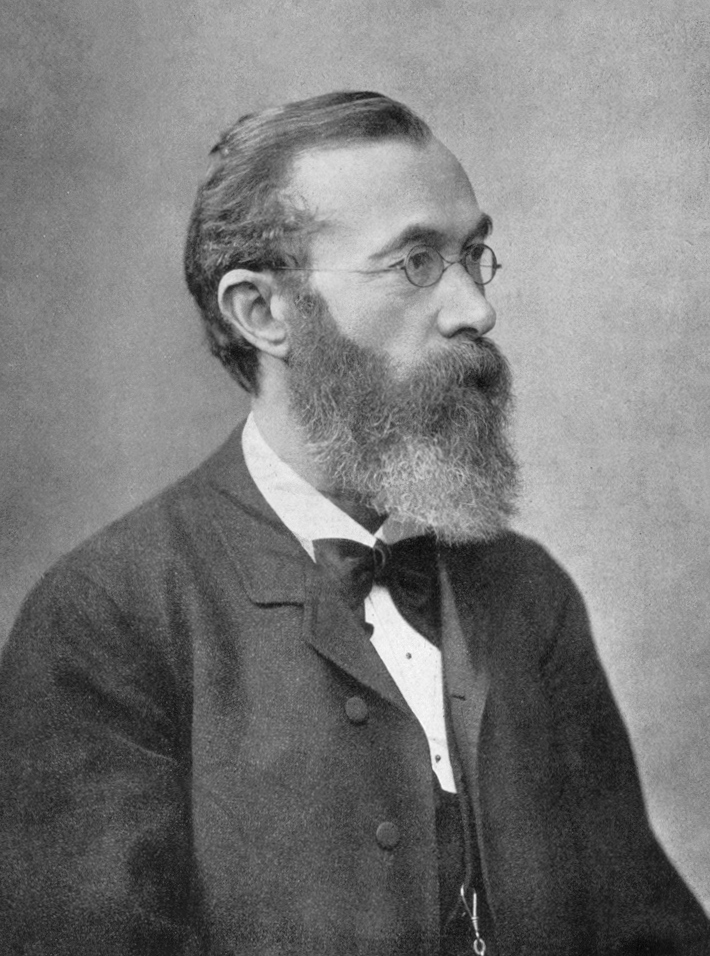
Wilhelm Wundt

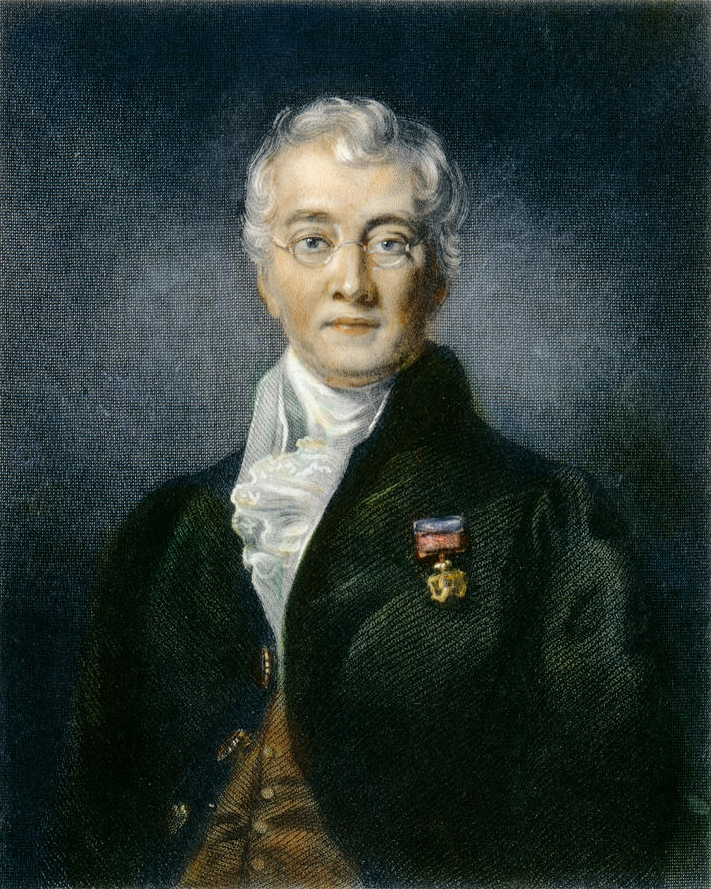
Charles Bell

Tâm lý học thực nghiệm đề cập đến công việc được thực hiện bởi những người áp dụng các phương pháp thử nghiệm vào nghiên cứu tâm lý học và các quá trình làm nền tảng cho nó. Các nhà tâm lý học thực nghiệm sử dụng những người tham gia và các đối tượng động vật để nghiên cứu rất nhiều chủ đề, bao gồm (trong số những người khác) cảm giác & nhận thức, trí nhớ, nhận thức, học tập, động lực, cảm xúc; quá trình phát triển, tâm lý xã hội và chất nền thần kinh của tất cả những điều này.

## Lịch sử

### Tâm lý học thực nghiệm ban đầu

#### Wilhelm Wundt
Tâm lý học thực nghiệm nổi lên như một môn học hàn lâm hiện đại vào thế kỷ 19 khi Wilhelm Wundt giới thiệu một phương pháp toán học và thử nghiệm cho lĩnh vực này. Wundt đã thành lập phòng thí nghiệm tâm lý học đầu tiên tại Leipzig, Đức. Các nhà tâm lý học thực nghiệm khác, bao gồm Hermann Ebbinghaus và Edward Titchener, bao gồm sự hướng nội trong các phương pháp thử nghiệm của họ.

#### Charles Bell
Charles Bell là một nhà sinh lý học người Anh, có đóng góp chính là nghiên cứu liên quan đến hệ thần kinh. Ông đã viết một cuốn sách nhỏ tóm tắt nghiên cứu của mình về thỏ. Nghiên cứu của ông kết luận rằng các dây thần kinh cảm giác đi vào rễ sau (lưng) của tủy sống và dây thần kinh vận động xuất hiện từ rễ trước (bụng) của tủy sống. Mười một năm sau, một nhà sinh lý học người Pháp Francois Magendie đã công bố những phát hiện tương tự mà không biết về nghiên cứu của Bell. Do Bell không công bố nghiên cứu của mình, phát hiện này được gọi là luật Bell-Magendie. Khám phá của Bell đã bác bỏ niềm tin rằng các dây thần kinh truyền hoặc rung động hoặc tinh thần.

#### Ernst Heinrich Weber
Weber là một bác sĩ người Đức, người được ghi nhận là một trong những người sáng lập tâm lý học thực nghiệm. Lợi ích chính của Weber là cảm giác liên lạc và động lực. Đóng góp đáng nhớ nhất của ông trong lĩnh vực tâm lý học thực nghiệm là gợi ý rằng các phán đoán về sự khác biệt cảm giác là tương đối và không tuyệt đối. Tính tương đối này được thể hiện trong "Luật của Weber", điều này cho thấy sự khác biệt đáng chú ý, hoặc jnd là một tỷ lệ không đổi của mức độ kích thích đang diễn ra. Luật Weber được quy định là một phương trình:
{\displaystyle {\frac {\Delta I}{I}}=k,}
Ở đâu {\displaystyle I\!} là cường độ ban đầu của kích thích, {\displaystyle \Delta I\!} là sự bổ sung cần thiết cho sự khác biệt được cảm nhận (jnd) và k là một hằng số. Do đó, để k không đổi, {\displaystyle \Delta I\!} phải tăng khi tôi tăng. Luật của Weber được coi là luật định lượng đầu tiên trong lịch sử tâm lý học.

#### Gustav Fechner
Fechner xuất bản năm 1860, thứ được coi là tác phẩm đầu tiên của tâm lý học thực nghiệm, "Elemente der Psychophysik". Một số nhà sử học bắt đầu tâm lý học thực nghiệm từ việc xuất bản "Elemente". Weber không phải là một nhà tâm lý học, và chính Fechner đã nhận ra tầm quan trọng của nghiên cứu của Weber đối với tâm lý học. Fechner rất quan tâm đến việc thiết lập một nghiên cứu khoa học về mối quan hệ giữa cơ thể và tâm trí, được gọi là tâm sinh lý. Phần lớn nghiên cứu của Fechner tập trung vào việc đo các ngưỡng tâm lý và sự khác biệt đáng chú ý, và ông đã phát minh ra phương pháp giới hạn tâm lý, phương pháp kích thích không đổi và phương pháp điều chỉnh vẫn đang được sử dụng.